# Schumanplein
Het (Robert) Schumanplein of (Robert) Schuman-rondpunt (Frans: Rond-point Schuman) is een plein met een grote rotonde in de Europese Wijk van Brussel.
Het ligt op het einde van de Wetstraat, op het kruispunt met de Archimedesstraat, de Kortenberglaan, de Oudergemselaan en de Froissartstraat. Onder het plein lopen de Wettunnel, Belliardtunnel en Kortenbergtunnel, wat het Schumanplein zowel boven- als ondergronds een zeer belangrijk verkeersknooppunt maakt in Brussel.
In functie van de rol van Brussel als Europese hoofdstad, liggen rondom het Schumanplein belangrijke gebouwen als het Berlaymontgebouw, de hoofdzetel van de Europese Commissie, en het Justus Lipsiusgebouw, een gebouw van de Raad van de Europese Unie. De Europese dienst voor extern optreden is gehuisvest in The Capital. Ook het expocentrum Experience Europe van de Commissie is gevestigd aan het Schumanplein.
Het plein werd vernoemd naar Robert Schuman, een Frans staatsman die als een van de grondleggers van de Europese Unie wordt beschouwd.
Sinds 2023 wordt het Schumanplein heraangelegd tot een autoluw plein met een  metalen luifel met groendak.
In juni 2025 slaan Ans Persoons, Elke Van den Brandt en Rudi Vervoort vanuit de ontslagnemende Brusselse regering nu alarm over de heraanleg van het plein, een project geregisseerd door Beliris, het infrastructuurvehikel van het Brussels Gewest en de federale overheid. De brief is gericht aan Ursula von der Leyen. De Brusselse regering richt zich ook tot Roberta Metsola, Kata Tüttő, Kaja Kallas en António Costa. Allemaal kregen ze het 'uitzonderlijke' verzoek voor 'a joint financial contribution', aldus De Standaard.

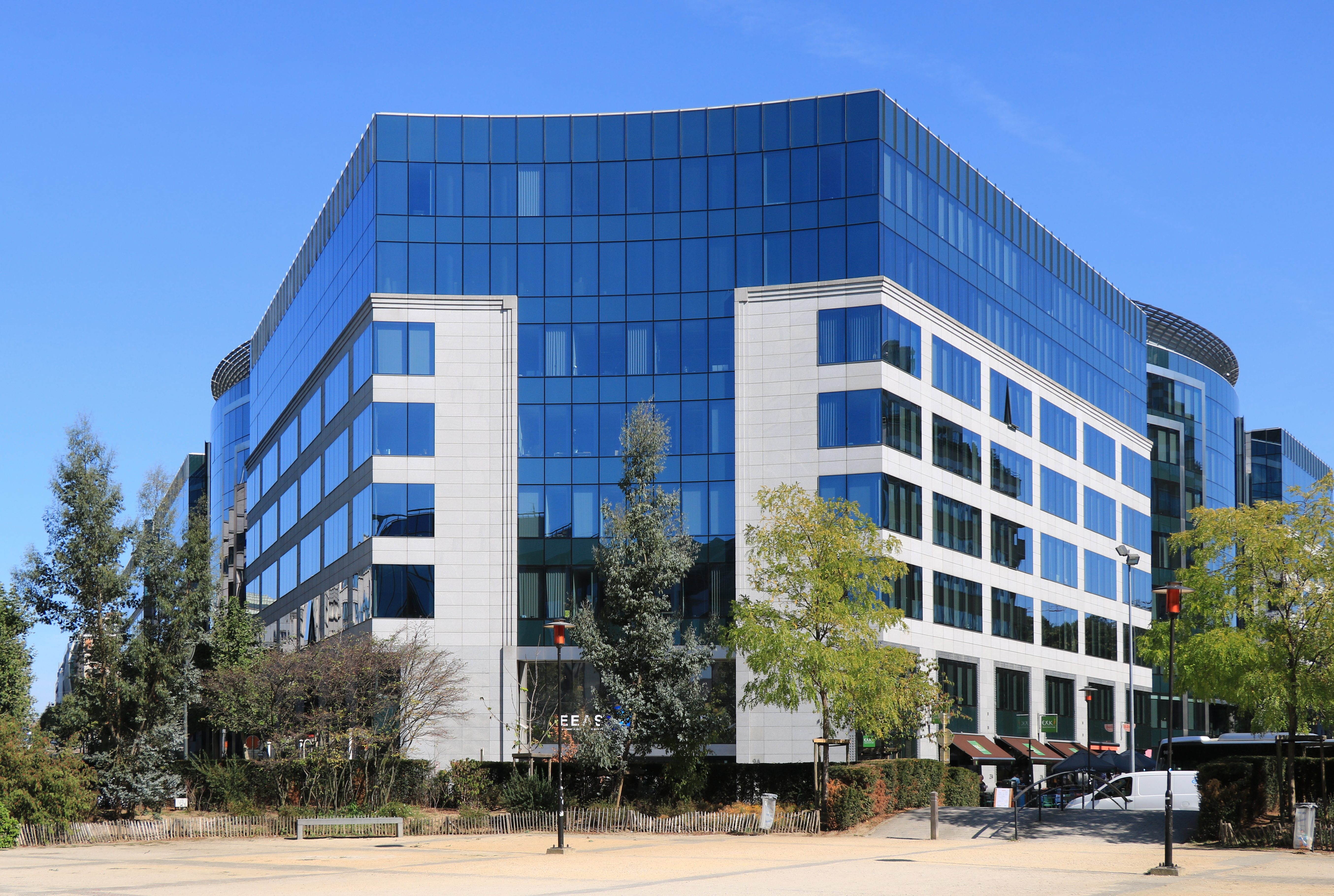
The Capital (Atelier d'architecture de Genval, 2001-2009), Europese dienst voor extern optreden
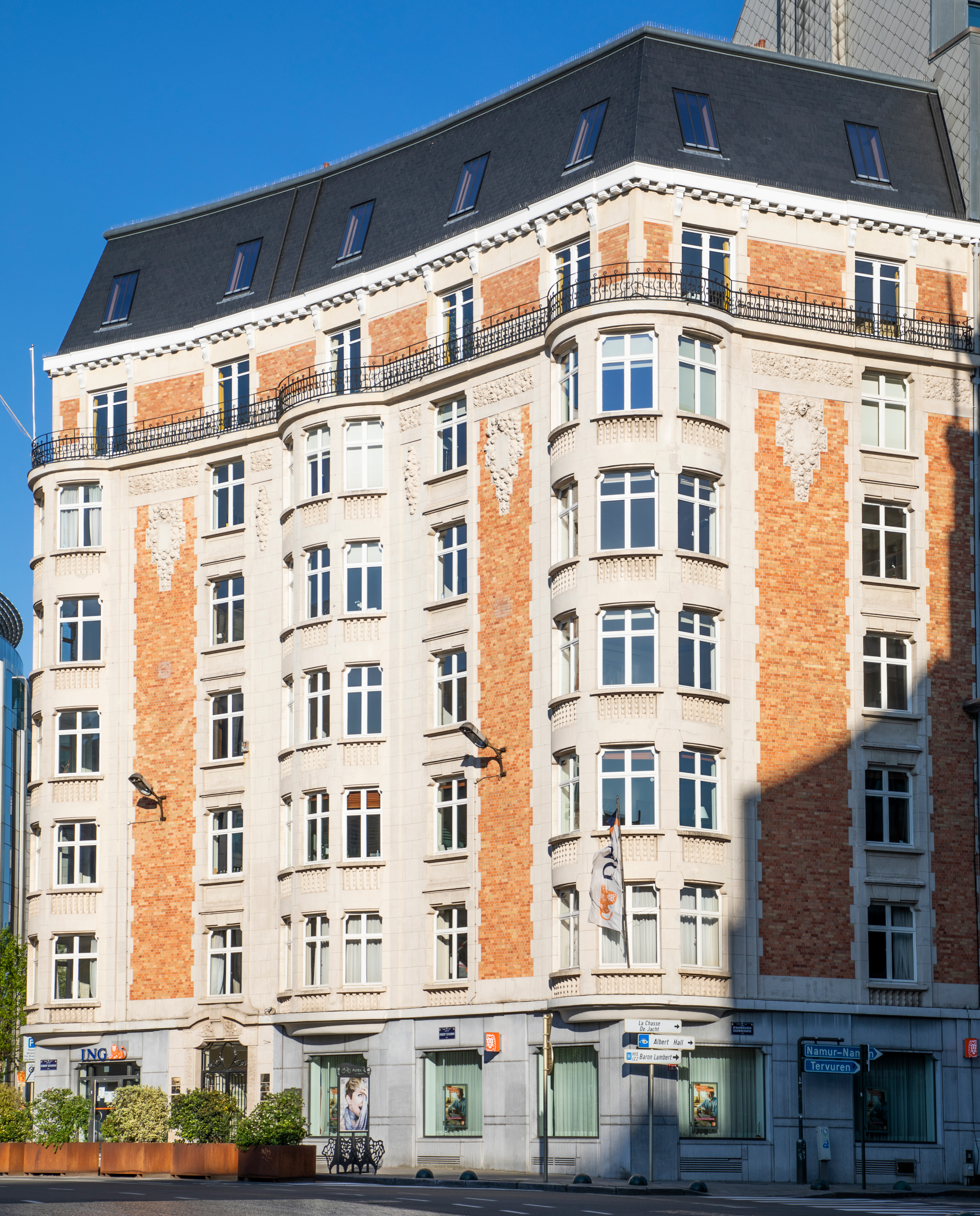
Gebouw door architect Antoine Varlet (1928)